# EKZ CrossTour Hittnau
De EKZ CrossTour Hittnau (voorheen Internationales Radquer Hittnau) is een veldrit, die elk jaar in november wordt georganiseerd in Hittnau, Zwitserland. De veldrit maakt onderdeel uit van de EKZ CrossTour. 

## Erelijst

### Mannen elite
| Datum      | Klassement    | Cat. | Winnaar            | Tweede              | Derde                 |
| ---------- | ------------- | ---- | ------------------ | ------------------- | --------------------- |
| 02/01/2021 | EKZ CrossTour | C1   | Kevin Kuhn         | Timon Rüegg         | Lars Forster          |
| 17/11/2019 | EKZ CrossTour | C1   | Marcel Meisen      | David van der Poel  | Dieter Vanthourenhout |
| 18/11/2018 | EKZ CrossTour | C1   | David van der Poel | Quinten Hermans     | Nicolas Cleppe        |
| 29/10/2017 | EKZ CrossTour | C1   | Marcel Meisen      | Fabien Canal        | Nicola Rohrbach       |
| 06/11/2016 | EKZ CrossTour | C1   | Francis Mourey     | Wietse Bosmans      | Corné van Kessel      |
| 01/11/2015 | EKZ CrossTour | C1   | David van der Poel | Sascha Weber        | Simon Zahner          |
| 02/11/2014 | EKZ CrossTour | C1   | Clément Venturini  | Sascha Weber        | Arnaud Grand          |
| 24/11/2013 | Losse cross   | C1   | Enrico Franzoi     | Bryan Falaschi      | Lukas Flückiger       |
| 04/11/2012 | Losse cross   | C2   | Enrico Franzoi     | Lukas Winterberg    | Elia Silvestri        |
| 06/11/2011 | Losse cross   | C2   | Marcel Wildhaber   | Enrico Franzoi      | Cristian Cominelli    |
| 01/11/2009 | Losse cross   | C2   | Christian Heule    | Kamil Aushuber      | Luca Damiani          |
| 02/11/2008 | Losse cross   | C2   | Francis Mourey     | Christian Heule     | Simon Zahner          |
| 19/11/2006 | Losse cross   | C2   | Christian Heule    | Simon Zahner        | Steve Chainel         |
| 20/11/2005 | Losse cross   | C2   | Christian Heule    | Michael Baumgartner | Simon Zahner          |

### Vrouwen elite
| Datum      | Klassement    | Cat. | Winnaar               | Tweede                    | Derde             |
| ---------- | ------------- | ---- | --------------------- | ------------------------- | ----------------- |
| 02/01/2021 | EKZ CrossTour | C1   | Christine Majerus     | Elisabeth Brandau         | Eva Lechner       |
| 17/11/2019 | EKZ CrossTour | C1   | Christine Majerus     | Marlene Petit             | Elisabeth Brandau |
| 18/11/2018 | EKZ CrossTour | C1   | Denise Betsema        | Aida Nuño Palacio         | Christine Majerus |
| 29/10/2017 | EKZ CrossTour | C1   | Lucie Chainel-Lefèvre | Pavla Havlíková           | Jasmin Egger      |
| 06/11/2016 | EKZ CrossTour | C1   | Nicole Koller         | Sina Frei                 | Jasmin Egger      |
| 01/11/2015 | EKZ CrossTour | C1   | Pavla Havlíková       | Sina Frei                 | Nicole Koller     |
| 02/11/2014 | EKZ CrossTour | C1   | Sina Frei             | Marlene Petit             | Juliette Labous   |
| 24/11/2013 | Losse cross   | C1   | Alice Maria Arzuffi   | Marlene Morel Petitgirard | Martine Zwick     |
|            |               |      |                       |                           |                   |
| 02/11/2008 | Losse cross   | C2   | Katrin Leumann        | Vivianne Meyer            | Jasmin Egger      |

### Mannen junioren
| Datum      | Klassement    | Cat. | Winnaar         | Tweede         | Derde          |
| ---------- | ------------- | ---- | --------------- | -------------- | -------------- |
| 02/01/2021 | EKZ CrossTour | CJ   | Finn Treudler   | Pavel Jindrich | Nils Aebersold |
| 17/11/2019 | EKZ CrossTour | CJ   | Romain Grégoire | Lars Sommer    | Dario Lillo    |